# Mesquita Taj-ul-Masajid
Taj-ul-Masajid és una mesquita situada a Bhopal, Índia. El nom també s'escriu com a Taj-ul-Masjid. Masajid i significa 'mesquites', plural de masjid; i Taj-ul-Masajid significa literalment 'Corona entre les mesquites'. És la mesquita més gran de l'Índia i una de les més grans d'Àsia.

## Història
La construcció de la Mesquita Taj-ul-Masajid la va començar el nawab de Bhopal Shah Jahan Begum, al nou suburbi fortificat de Shahjahanabad. L'any exacte de l'inici és incert; Sharma el considera el 1871. L'estructura està dissenyada per Muhammad Raushan, un arquitecte de Delhi, enmig de tres masses d'aigua: el Talab Munshi Hussain, el Talab Noor Mahal i el Talab Motia.
Després de la mort de Shah Jahan Begum el 1901, la seua filla Sultan Jahan Begum continuà l'obra de la mesquita fins al final de la seua vida. La mesquita no es va acabar pas per manca de fons, i fins al 1971 no es va poder reprendre; es pogué finalitzar el 1985.
Durant la pandèmia de la COVID-19, la mesquita fou un centre de vacunació.

## Arquitectura
El Taj-ul-Masajid forma part de l'estil arquitectònic mogol. La mesquita té una façana rosada i acaba amb tres cúpules de marbre. El cos principal està flanquejat per dos minarets de 18 pisos i 67 metres d'alçada. Alguns diuen que aquesta mesquita és una rèplica de la Mesquita del Divendres Jama Masjid de Delhi, mentre que altres la veuen com una influència de la Mesquita de Badshahi de Lahore.

## Congrés anual
El Bhopal Tablighi Ijtema, un congrés religiós anual de tres dies organitzat pel Tablighi Jamaat, es feu en aquesta mesquita fins al 2004. L'acte s'ha traslladat de llavors ençà a Ghasipura (a 11 km de Bhopal), per manca d'espai, tenint-ne en compte la multitud que hi participa.

## Galeria

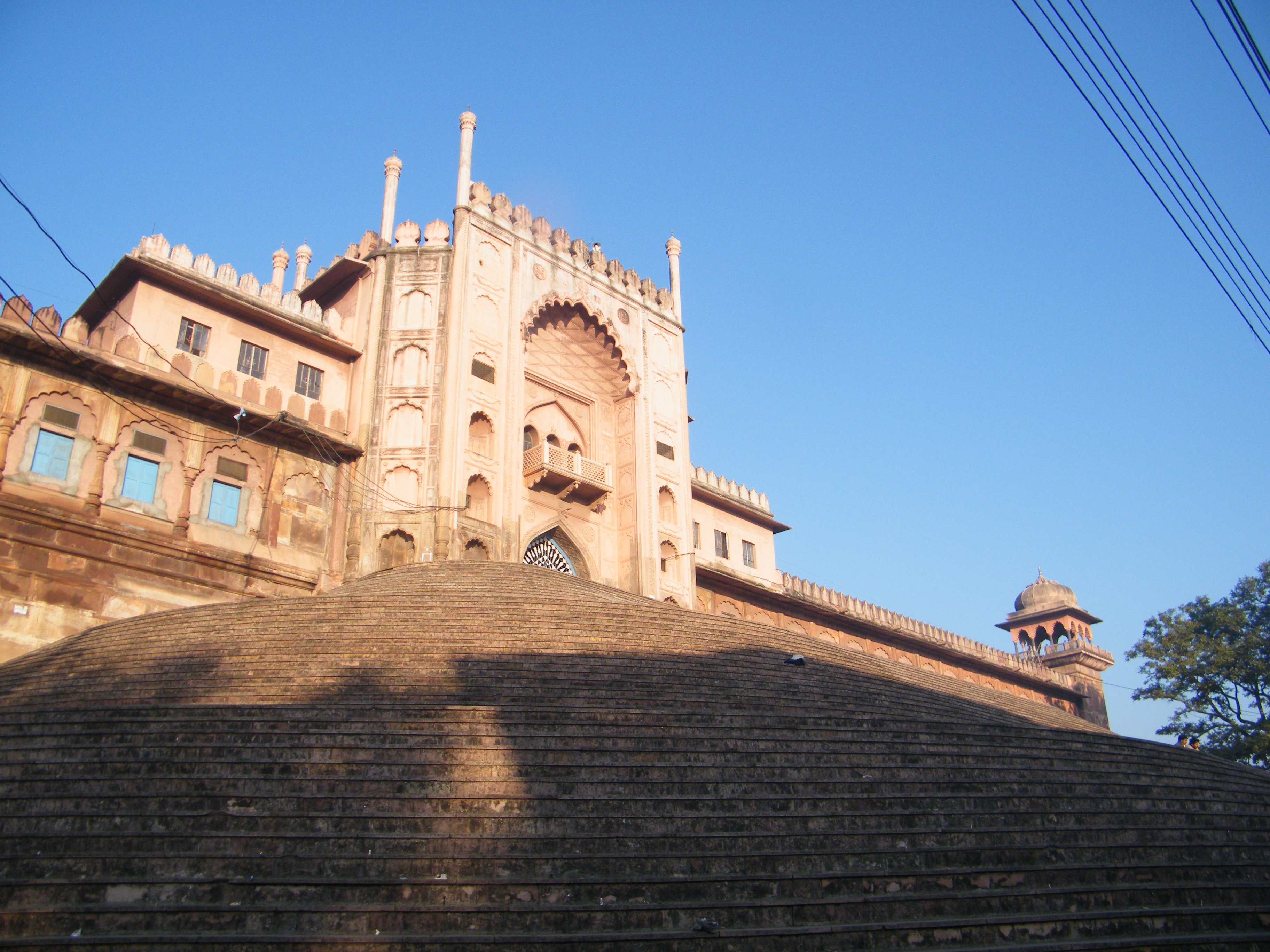
Taj-ul-Masajid
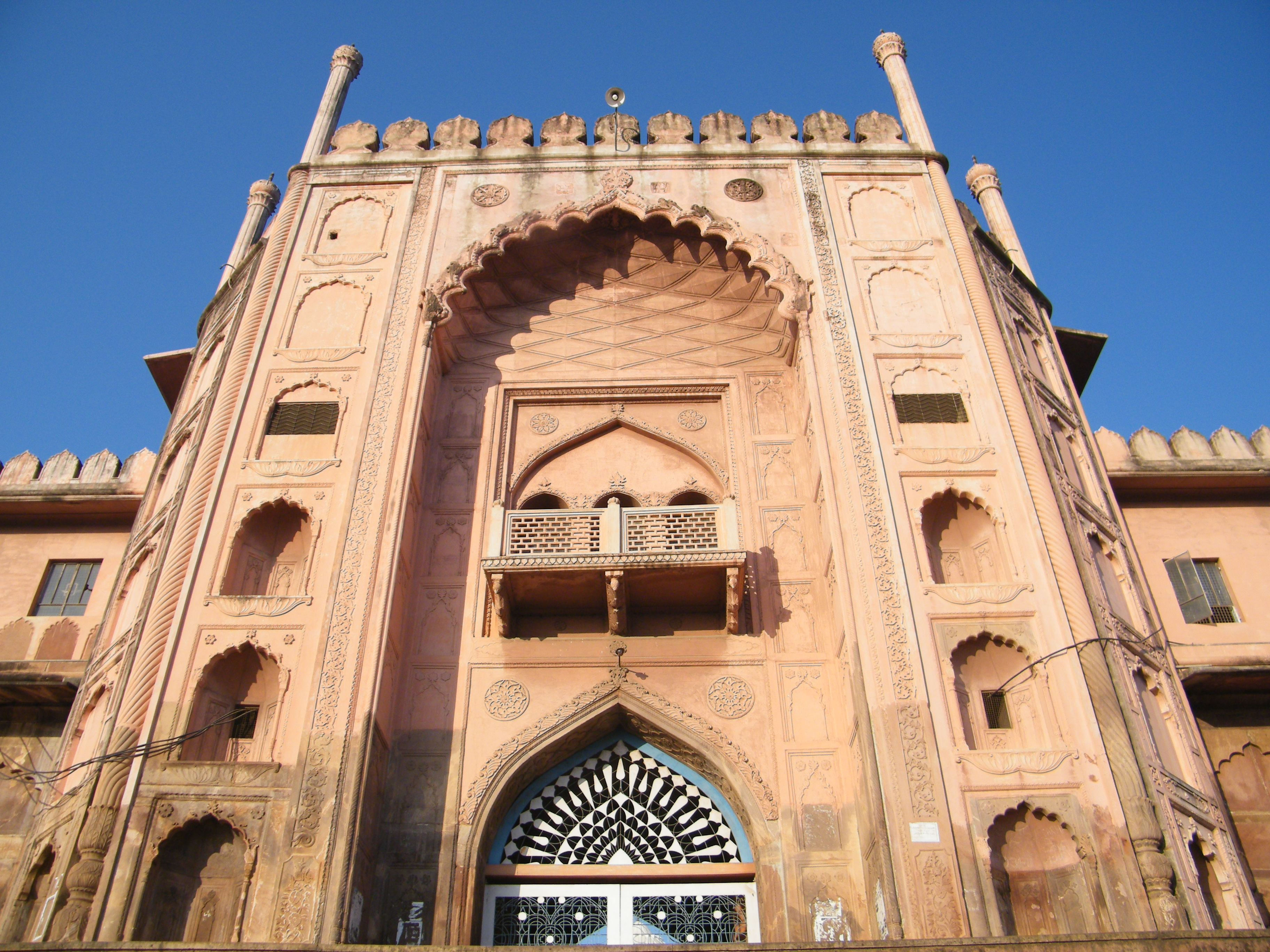
Porta d'entrada al Taj-ul-Masajid
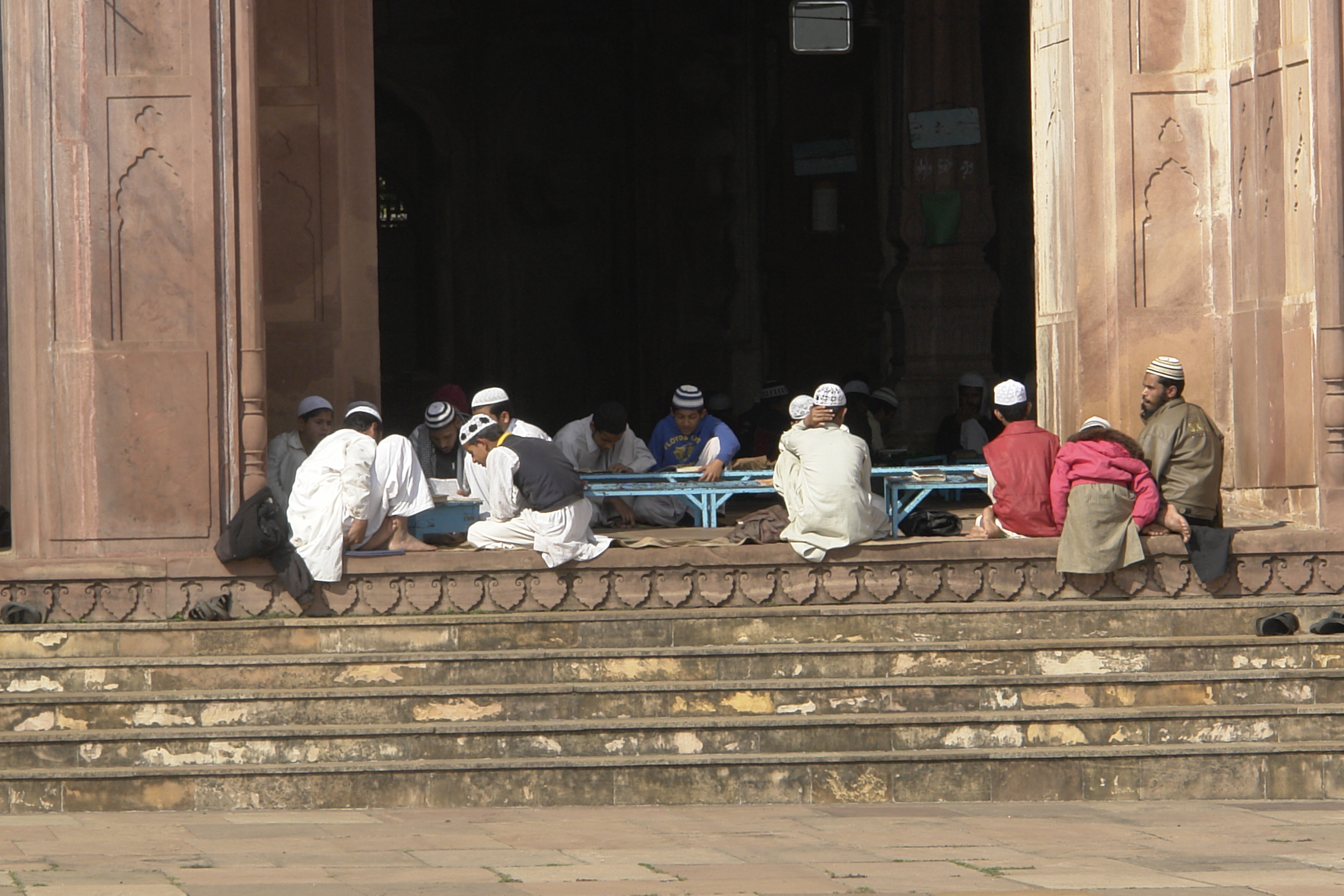
Madrassa al Taj-ul-Masajid